# Ludvík Svoboda
Ludvík Svoboda (25 de novembro de 1895 - 20 de setembro de 1979) foi um político e general checoslovaco. Combateu em ambas as guerras mundiais,, razão pela qual é considerado um herói nacional, e mais tarde foi presidente da República Socialista da Checoslováquia.